# Stonewall (Luizjana)
Stonewall – miasto w Stanach Zjednoczonych, w stanie Luizjana, w parafii DeSoto.